# Kriptik (era)
Kriptička era ili kriptik odnosi se na najstarije razdoblje postojanja Zemlje. Počeo je prije 4567,17 milijuna godina kada se Zemlja formirala i završio prije 4150 milijuna godina. Ovo se vrijeme se naziva kriptičnim jer postoji vrlo malo geoloških tragova koji su iza njega ostali. Bilo kakve geološke formacije, ako ih je uopće bilo, vjerojatno su uništene u ranoj fazi bombardiranja koja se nastavila kroz Hadij. Ovo razdoblje, niti bilo koje druge hadske podpodjele nisu službeno priznate od Međunarodne komisije za stratigrafiju.
Dok je Zemlja srastala, njena se unutrašnjost diferencirala i rastaljena površina se ukrutila u kriptičkoj eri. Hipotetski udar koji je doveo do stvaranja Mjeseca također se zbio u tom razdoblju. Najstarije stijene i minerali su iz kriptičke ere.